# Coupe des États-Unis de soccer 2014
Navigation
Lamar Hunt U.S. Open Cup 2013 Lamar Hunt U.S. Open Cup 2015
La Coupe des États-Unis de soccer 2014 est la 101e édition de la Lamar Hunt U.S. Open Cup, la plus ancienne des compétitions dans le soccer américain. C'est un système à élimination directe mettant aux prises des clubs de soccer amateurs, semi-pros et professionnels affiliés à la Fédération des États-Unis de soccer, qui l'organise conjointement avec les ligues locales
La finale s'est tenue le 16 septembre 2014, après sept autres tours à élimination directe dans la phase finale mettant aux prises des clubs amateurs et professionnels. Les Seattle Sounders FC ont remporté leur quatrième titre (après 2009, 2010 et 2011). Les qualifications débutent en novembre 2013 pour les équipes des divisions cinq ou inférieures même si la Fédération des États-Unis de soccer n'annonce le format de la compétition que le 24 avril 2014.
Le tenant du titre est le DC United, vainqueur en finale du Real Salt Lake. Le vainqueur de la compétition remporte 250,000 $ ainsi qu'une place pour la Ligue des champions de la CONCACAF 2015-2016.

## Déroulement de la compétition

### Primes monétaires
Pour cette 101e édition, les primes accordées sont les mêmes que la saison dernière. Le champion reçoit 250 000 dollars. Le finaliste touche 60 000 dollars et 15 000 dollars sont accordés pour les meilleurs de chaque championnat semi-pro et amateur.
Les primes monétaires de l'édition 2014 sont distribuées aux clubs terminant dans les 8 premiers, comme suit:
| Classement                                                 | Primes    |
| ---------------------------------------------------------- | --------- |
| Champion                                                   | 250,000 $ |
| Finaliste                                                  | 60,000 $  |
| Meilleur de championnat inférieur à la Major League Soccer | 15,000 $  |

## Calendrier
De par la taille du pays, les phases de qualification sont dirigées par des ligues nationales qui divisent elles-mêmes leurs phases de qualification selon la répartition géographique des clubs membres. Ainsi, selon les conférences, les qualifications peuvent être composées d'un à trois tours.

### Dates des rencontres
| Tour                                                                                            | Nom                 | Dates retenues         | Équipes participantes | Équipes gagnantes |
| Épreuve éliminatoire (2013)                                                                     |                     |                        |                       |                   |
| 1                                                                                               | Premier tour        | Dates locales          |                       |                   |
| 2                                                                                               | Deuxième tour       | Dates locales          |                       |                   |
| 3                                                                                               | Troisième tour      | Dates locales          |                       |                   |
| Compétition propre (2014)                                                                       |                     |                        |                       |                   |
| Entrée de 5 équipes de NPSL/5 équipes de PDL/1 équipe d'USCS/4 équipes d'USASA/1 équipe d'USSSA |                     |                        |                       |                   |
| 4                                                                                               | Premier tour        | mer. 7 mai             | 16                    | 8                 |
| Entrée de 6 équipes de NPSL/14 équipes de USL PDL/6 équipes d'USASA/14 équipes d'USL PRO        |                     |                        |                       |                   |
| 5                                                                                               | Deuxième tour       | mar.-mer. 13-14 mai    | 48                    | 24                |
| Entrée des 8 équipes de NASL                                                                    |                     |                        |                       |                   |
| 6                                                                                               | Troisième tour      | mer. 28 mai            | 32                    | 16                |
| Entrée des 16 clubs de Major League Soccer                                                      |                     |                        |                       |                   |
| 7                                                                                               | Quatrième tour      | mar. 10 - mer. 18 juin | 32                    | 16                |
| 8                                                                                               | Huitièmes de finale | mar.-mer. 24-25 juin   | 16                    | 8                 |
| 9                                                                                               | Quarts de finale    | mar.-mer. 8-9 juillet  | 8                     | 4                 |
| 10                                                                                              | Demi-finales        | mar.-mer. 12-13 août   | 4                     | 2                 |
| 11                                                                                              | Finale              | mar. 16 septembre      | 2                     | 1                 |

## Participants
La précédente édition avait été marquée par l'introduction de la très méconnue United States Specialty Sports Association (USSSA), qui ne doit pas être confondue avec la United States Adult Soccer Association (USASA). Au premier tour, on introduit trois nouvelles équipes de National Premier Soccer League (NPSL), cinq équipes de PDL, ajoutées aux 14 entrant au second tour. Alors qu'en 2013 l'USASA avait huit équipes débutant au premier tour (et aucune au tour préliminaire), elle en conserve encore six au second tour mais obtient quatre places au premier tour.
| Entre au Premier tour | Entre au Deuxième tour | Entre au Deuxième tour | Entre au Troisième tour | Entre au Quatrième tour |
| NPSL/PDL/USCS/USASA/USSSA 5 équipes/5 équipes/1 équipe/4 équipes/1 équipe | NPSL/PDL/USASA/USL PRO 6 équipes/14 équipes/6 équipes/14 équipes | NPSL/PDL/USASA/USL PRO 6 équipes/14 équipes/6 équipes/14 équipes | NASL 8 équipes | MLS 16 équipes |
| National Premier Soccer League - CD Aguiluchos USA - Detroit City FC - FC Sonic Lehigh Valley - New York Red Bulls (NPSL) - San Diego Flash Premier Development League - Los Angeles Misioneros - GPS Portland Phoenix - Ventura County Fusion - Vermont Voltage - Western Mass Pioneers United States Club Soccer - Corinthians USA United States Adult Soccer Association - Mass Premier Soccer - PSA Elite - Red Force FC - RWB Adria United States Specialty Sports Association - Colorado Rovers SC | National Premier Soccer League - Brooklyn Italians - Chattanooga FC - GBFC Thunder - Jacksonville United FC - RVA FC - Tulsa Athletics Premier Development League - Austin Aztex - Baltimore Bohemians - Carolina Dynamo - Fresno Fuego - Laredo Heat $ - Jersey Express SC - Michigan Bucks - Ocala Stampede - Ocean City Nor'easters - Orlando City U23 - Panama City Beach Pirates - Portland Timbers U23 - Reading United - Real Colorado Foxes United States Adult Soccer Association - Cal FC - Des Moines Menaces USASA - Greek American AA - Icon FC - NTX Rayados - FC Schwaben AC | USL PRO - Arizona United SC - Charleston Battery - Charlotte Eagles - Dayton Dutch Lions - Harrisburg City Islanders - LA Galaxy II - Oklahoma City Energy FC - Orange County Blues Football Club - Orlando City SC - Pittsburgh Riverhounds - Richmond Kickers - Rochester Rhinos $ - Sacramento Republic FC - Wilmington Hammerheads | NASL - Atlanta Silverbacks $ - Carolina RailHawks - Fort Lauderdale Strikers - Indy Eleven - Minnesota United FC - New York Cosmos - San Antonio Scorpions - Tampa Bay Rowdies | - Chicago Fire - Chivas USA - Colorado Rapids - Columbus Crew - FC Dallas - D.C. United - Houston Dynamo - Los Angeles Galaxy - New England Revolution - New York Red Bulls - Philadelphia Union - Portland Timbers - Real Salt Lake - San Jose Earthquakes - Seattle Sounders FC - Sporting Kansas City |

Légende :

Major League Soccer (MLS) : Championnat de première division.

North American Soccer League (NASL) : Championnat de seconde division organisé par la Fédération des États-Unis de soccer (USSF).

USL Pro : Championnat de troisième division organisé par la United Soccer Leagues (USL).

Premier Development League (PDL) : Championnat de quatrième division organisé par la United Soccer Leagues (USL).

National Premier Soccer League (NPSL) : Championnat de quatrième division organisé par la Fédération des États-Unis de soccer (USSF).

United States Adult Soccer Association (USASA) : Organisateur des championnats de divisions cinq à neuf.

US Club Soccer (USCS) : Organisation de soccer présente dans les 50 États du pays.

United States Specialty Sports Association (USSSA) : Organisation multisports présente dans l'ensemble du pays.
- $: Vainqueur du bonus de 15,000 $ pour être l'équipe du championnat ayant été le plus loin dans la compétition.

## Résultats
Le vainqueur de l'édition précédente, le DC United (MLS) entre dans la compétition lors du quatrième tour.

### Premier tour
| Division | Club                    | Score            | Club                   | Division |
| -------- | ----------------------- | ---------------- | ---------------------- | -------- |
| (PDL)    | GPS Portland Phoenix    | 0-1 a.p.         | FC Sonic Lehigh Valley | (NPSL)   |
| (NPSL)   | Detroit City FC         | 2-2 (1-3 t.a.b.) | RWB Adria              | (USASA)  |
| (PDL)    | Western Mass Pioneers   | 4-1              | Mass Premier Soccer    | (USASA)  |
| (NPSL)   | New York Red Bulls NPSL | 2-1              | Vermont Voltage        | (PDL)    |
| (USSSA)  | Colorado Rovers         | 1-2              | Red Force FC           | (USASA)  |
| (PDL)    | Ventura County Fusion   | 2-1              | CD Aguiluchos          | (NPSL)   |
| (NPSL)   | San Diego Flash         | Forfait          | Corinthians USA        | (USCS)   |
| (USASA)  | PSA Elite               | 1-1 (3-2 t.a.b.) | Los Angeles Misioneros | (PDL)    |

### Deuxième tour
Mise à part la première confrontation, entre les Portland Timbers U23 et Arizona United SC, qui se déroule le mardi 13, les rencontres ont lieu le mercredi 14 mai 2014.
| Division  | Club                    | Score            | Club                      | Division  |
| --------- | ----------------------- | ---------------- | ------------------------- | --------- |
| (PDL)     | Portland Timbers U23    | 2-3              | Arizona United SC         | (USL Pro) |
| (PDL)     | Orlando City U23        | 2-1              | Jacksonville United FC    | (NPSL)    |
| (USASA)   | FC Schwaben AC          | 0-2              | Dayton Dutch Lions        | (USL Pro) |
| (PDL)     | Baltimore Bohemians     | 4-1              | Icon FC                   | (USASA)   |
| (USL Pro) | Pittsburgh Riverhounds  | 3-1              | New York Red Bulls NPSL   | (NPSL)    |
| (PDL)     | Ocean City Nor'easters  | 0-2              | Greek American AA         | (USASA)   |
| (PDL)     | Reading United          | 5-2              | GBFC Thunder              | (NPSL)    |
| (NPSL)    | RVA FC                  | 1-6              | Richmond Kickers          | (USL Pro) |
| (USL Pro) | Charlotte Eagles        | 3-1              | Carolina Dynamo           | (PDL)     |
| (NPSL)    | FC Sonic Lehigh Valley  | 0-4              | Harrisburg City Islanders | (USL Pro) |
| (PDL)     | Michigan Bucks          | 0-1 a.p.         | RWB Adria                 | (USASA)   |
| (PDL)     | Orlando City            | 4-1              | Ocala Stampede            | (PDL)     |
| (USL Pro) | Charleston Battery      | 4-0              | Panama City Beach Pirates | (PDL)     |
| (NPSL)    | Chattanooga FC          | 3-1              | Wilmington Hammerheads    | (USL Pro) |
| (USL Pro) | Rochester Rhinos        | 2-1 a.p.         | Western Mass Pioneers     | (PDL)     |
| (PDL)     | Jersey Express          | 2-4              | Brooklyn Italians         | (NPSL)    |
| (NPSL)    | Tulsa Athletics         | 0-2              | Oklahoma City Energy FC   | (USL Pro) |
| (USASA)   | Des Moines Menace USASA | 3-0              | Real Colorado Foxes       | (PDL)     |
| (PDL)     | Austin Aztex            | 4-4 (2-4 t.a.b.) | NTX Rayados               | (USASA)   |
| (PDL)     | Fresno Fuego            | 2-0              | Orange County Blues FC    | (USL Pro) |
| (PDL)     | Laredo Heat             | 2-1              | Red Force FC              | (USASA)   |
| (USL Pro) | Sacramento Republic FC  | 2-1              | Ventura County Fusion     | (PDL)     |
| (NPSL)    | San Diego Flash         | Forfait          | PSA Elite                 | (USASA)   |
| (USL Pro) | LA Galaxy II            | 6-1              | Cal FC                    | (USASA)   |

### Troisième tour
Les rencontres ont lieu le mercredi 28 mai 2014, mise à part la confrontation entre les Rochester Rhinos et Reading United qui a lieu le 27 mai.
| Division  | Club                     | Score              | Club                      | Division  |
| --------- | ------------------------ | ------------------ | ------------------------- | --------- |
| (USL Pro) | Rochester Rhinos         | 2-1 a.p.           | Reading United            | (PDL)     |
| (USL Pro) | Richmond Kickers         | 2-1                | Greek American AA         | (USASA)   |
| (NASL)    | New York Cosmos          | 2-0                | Brooklyn Italians         | (NPSL)    |
| (PDL)     | Baltimore Bohemians      | 2-4                | Harrisburg City Islanders | (USL Pro) |
| (NASL)    | Indy Eleven              | 5-2                | Dayton Dutch Lions        | (USL Pro) |
| (USL Pro) | Pittsburgh Riverhounds   | 3-2 a.p.           | RWB Adria                 | (USASA)   |
| (USASA)   | Des Moines Menace USASA  | 0-1                | Minnesota United FC       | (NASL)    |
| (NASL)    | Fort Lauderdale Strikers | 2-3                | Laredo Heat               | (PDL)     |
| (NASL)    | San Antonio Scorpions    | 4-2                | NTX Rayados               | (PDL)     |
| (USL Pro) | Arizona United SC        | 2-1 a.p.           | Oklahoma City Energy FC   | (USL Pro) |
| (USL Pro) | Sacramento Republic FC   | 6-0                | Fresno Fuego              | (PDL)     |
| (NASL)    | Carolina Railhawks       | 2-0                | Charlotte Eagles          | (USL Pro) |
| (USL Pro) | LA Galaxy II             | 0-0 (1-3 t.a.b.)   | PSA Elite                 | (USASA)   |
| (NPSL)    | Chattanooga FC           | 0-5                | Atlanta Silverbacks       | (NASL)    |
| (USL Pro) | Charleston Battery       | 2-2 (11-12 t.a.b.) | Orlando City U23          | (PDL)     |
| (USL Pro) | Orlando City SC          | 4-1                | Tampa Bay Rowdies         | (NASL)    |

### Quatrième tour
Les rencontres ont lieu les 11, 14, 17 et 18 et juin 2014. À ce stade de la compétition, chaque rencontre voit s'affronter une équipe de Major League Soccer et une équipe semi-professionnelle ou amateure.
| Division  | Club                 | Résultat         | Club                      | Division  | Lieu                                          | Affluence | Date, heure          | Rapport |
| --------- | -------------------- | ---------------- | ------------------------- | --------- | --------------------------------------------- | --------- | -------------------- | ------- |
| (MLS)     | Houston Dynamo       | 1-0              | Laredo Heat               | (PDL)     | BBVA Compass Stadium, Houston, TX             | 4 929     | Mercredi 11, 21 h 00 | Rapport |
| (MLS)     | San Jose Earthquakes | 2-1              | Sacramento Republic FC    | (USL Pro) | Kezar Stadium, San Francisco, CA              | 3 788     | Mercredi 11, 19 h 30 | Rapport |
| (NASL)    | Atlanta Silverbacks  | 2-1              | Real Salt Lake            | (MLS)     | Atlanta Silverbacks Park, Atlanta, GA         | 5 000     | Samedi 14, 19 h 30   | Rapport |
| (NASL)    | Carolina Railhawks   | 1-1 (3-2 t.a.b.) | Chivas USA                | (MLS)     | WakeMed Soccer Park, Cary, NC                 | 4 273     | Samedi 14, 20 h 00   | Rapport |
| (NASL)    | New York Cosmos      | 3-0              | New York Red Bulls        | (MLS)     | James M. Shuart Stadium, Hempstead, NY        | 9 364     | Samedi 14, 20 h 30   | Rapport |
| (MLS)     | FC Dallas            | 2-0              | San Antonio Scorpions     | (NASL)    | Toyota Stadium, Frisco, TX                    | 2 296     | Mardi 17, 20 h 00    | Rapport |
| (USL Pro) | Rochester Rhinos     | 1-0              | DC United                 | (MLS)     | Sahlen's Stadium, Rochester, NY               |           | Mardi 17, 19 h 35    | Rapport |
| (MLS)     | Philadelphia Union   | 3-1 a.p.         | Harrisburg City Islanders | (USL Pro) | PPL Park, Chester, PA                         |           | Mardi 17, 19 h 00    | Rapport |
| (MLS)     | Columbus Crew        | 2-1 a.p.         | Indy Eleven               | (NASL)    | FirstEnergy Stadium, Akron, OH                | 1 913     | Mardi 17, 19 h 30    | Rapport |
| (MLS)     | Colorado Rapids      | 5-2              | Orlando City SC           | (USL Pro) | Dick's Sporting Goods Park, Commerce City, CO |           | Mardi 17, 19 h 00    | Rapport |
| (MLS)     | Portland Timbers     | 3-0              | Orlando City U23          | (PDL)     | Providence Park, Portland, OR                 | 10 619    | Mardi 17, 19 h 30    | Rapport |
| (USL Pro) | Richmond Kickers     | 2-3              | New England Revolution    | (MLS)     | Richmond City Stadium, Richmond, VA           |           | Mercredi 18, 19 h 00 | Rapport |
| (MLS)     | Chicago Fire         | 2-1              | Pittsburgh Riverhounds    | (USL Pro) | Toyota Park, Bridgeview, IL                   | 5 716     | Mercredi 18, 19 h 30 | Rapport |
| (MLS)     | Sporting Kansas City | 2-0              | Minnesota United FC       | (NASL)    | Sporting Park, Kansas City, KS                | 15 307    | Mercredi 18, 19 h 30 | Rapport |
| (MLS)     | Seattle Sounders FC  | 5-0              | PSA Elite                 | (USASA)   | Starfire Sports Complex, Tukwila, WA          | 3 718     | Mercredi 18, 19 h 00 | Rapport |
| (USL Pro) | Arizona United SC    | 1-2              | Los Angeles Galaxy        | (MLS)     | Jeld-Peoria Sports Complex, Peoria, AZ        | 4 018     | Mercredi 18, 19 h 30 | Rapport |

### Huitièmes de finale
| 24 juin 2014 | Philadelphia Union (MLS)                           | 2 - 1 a. p. | (NASL) New York Cosmos                                 |                                                                               |                                                                               |
| 19h00 UTC-5  | Le Toux 57e 114e (pen.)                            | (0 - 0)     | 56e Noselli                                            | PPL Park, Chester, Pennsylvanie Spectateurs : 3 846 Arbitrage : Ismail Elfath | PPL Park, Chester, Pennsylvanie Spectateurs : 3 846 Arbitrage : Ismail Elfath |
| 19h00 UTC-5  | Carroll 35e · Cruz 29e · Fabinho 67e · Lahoud 118e | Rapport     | 111e Noselli · 113e Maurer · 118e Ayoze · 119e Ockford | PPL Park, Chester, Pennsylvanie Spectateurs : 3 846 Arbitrage : Ismail Elfath | PPL Park, Chester, Pennsylvanie Spectateurs : 3 846 Arbitrage : Ismail Elfath |

| 24 juin 2014 | Carolina RailHawks (NASL) | 1 - 0 a. p. | (MLS) Los Angeles Galaxy      |                                                                                           |                                                                                           |
| 19h00 UTC-5  | Jackson 105e              | (0 - 0)     |                               | WakeMed Soccer Park, Cary, Caroline du Nord Spectateurs : 3 000 Arbitrage : Fotis Bazakos | WakeMed Soccer Park, Cary, Caroline du Nord Spectateurs : 3 000 Arbitrage : Fotis Bazakos |
| 19h00 UTC-5  | Low 35e · Scott 44e       | Rapport     | 45+3e DeLaGarza · 113e Sarvas | WakeMed Soccer Park, Cary, Caroline du Nord Spectateurs : 3 000 Arbitrage : Fotis Bazakos | WakeMed Soccer Park, Cary, Caroline du Nord Spectateurs : 3 000 Arbitrage : Fotis Bazakos |

| 24 juin 2014 | Sporting Kansas City (MLS) | 1 - 3   | (MLS) Portland Timbers                 |                                                                                     |                                                                                     |
| 19h00 UTC-6  | Saad 73e (pen.)            | (0 - 1) | 30e 68e Fernández · 57e (pen.) Johnson | Sporting Park, Kansas City, Kansas Spectateurs : 11 138 Arbitrage : Ricardo Salazar | Sporting Park, Kansas City, Kansas Spectateurs : 11 138 Arbitrage : Ricardo Salazar |
| 19h00 UTC-6  | Collin 60e                 | Rapport | 86e Alhassan                           | Sporting Park, Kansas City, Kansas Spectateurs : 11 138 Arbitrage : Ricardo Salazar | Sporting Park, Kansas City, Kansas Spectateurs : 11 138 Arbitrage : Ricardo Salazar |

| 24 juin 2014 | Houston Dynamo (MLS)             | 2 - 3 a. p. | (MLS) FC Dallas                           |                                                              |                                                              |
| 20h00 UTC-6  | Barnes 43e (pen.) · Cummings 62e | (1 - 1)     | 35e Castillo · 59e Escobar · 99e Akindele | BBVA Compass Stadium, Houston, Texas Arbitrage : Kevin Stott | BBVA Compass Stadium, Houston, Texas Arbitrage : Kevin Stott |
| 20h00 UTC-6  | Taylor 102e                      | Rapport     |                                           | BBVA Compass Stadium, Houston, Texas Arbitrage : Kevin Stott | BBVA Compass Stadium, Houston, Texas Arbitrage : Kevin Stott |

| 24 juin 2014 | Colorado Rapids (MLS)      | 1 - 2   | (NASL) Atlanta Silverbacks                                    |                                                                             |                                                                             |
| 19h00 UTC-7  | Powers 75e (pen.)          |         | 21e 57e Chavez                                                | Dick's Sporting Goods Park, Commerce City, Colorado Arbitrage : Juan Guzmán | Dick's Sporting Goods Park, Commerce City, Colorado Arbitrage : Juan Guzmán |
| 19h00 UTC-7  | Burch 62e · Piermayr 90+9e | Rapport | 62e Chavez · 62e Poku · 65e Carr · 77e Harlley · 83e Sandoval | Dick's Sporting Goods Park, Commerce City, Colorado Arbitrage : Juan Guzmán | Dick's Sporting Goods Park, Commerce City, Colorado Arbitrage : Juan Guzmán |

| 24 juin 2014 | Seattle Sounders (MLS)          | 1 - 1 4 - 1 t. a. b. | (MLS) San Jose Earthquakes  |                                                                        |                                                                        |
| 19h30 UTC-8  | Cooper 26e                      | (1 - 1)              | 24e Lenhart                 | Starfire Sports Complex, Tukwila, Washington Arbitrage : Mark Kadlecik | Starfire Sports Complex, Tukwila, Washington Arbitrage : Mark Kadlecik |
| 19h30 UTC-8  | Rapport                         |                      |                             | Starfire Sports Complex, Tukwila, Washington Arbitrage : Mark Kadlecik | Starfire Sports Complex, Tukwila, Washington Arbitrage : Mark Kadlecik |
| 19h30 UTC-8  | Pineda · Pappa · Evans · Neagle | Tirs au but 4 - 1    | Stephenson · Gordon · Koval | Starfire Sports Complex, Tukwila, Washington Arbitrage : Mark Kadlecik | Starfire Sports Complex, Tukwila, Washington Arbitrage : Mark Kadlecik |

| 25 juin 2014 | New England Revolution (MLS) | 2 - 1   | (USL Pro) Rochester Rhinos                      |                                                                                            |                                                                                            |
| 19h30 UTC-5  | Sène 11e · Rowe 33e          | (2 - 0) | 55e Rolfe                                       | Stevenson Field, Providence, Rhode Island Spectateurs : 1 570 Arbitrage : Younes Marrakchi | Stevenson Field, Providence, Rhode Island Spectateurs : 1 570 Arbitrage : Younes Marrakchi |
| 19h30 UTC-5  | Gonçalves 85e                | Rapport | 23e Hoffer · 76e Walls · 82e Rolfe · 90e Diallo | Stevenson Field, Providence, Rhode Island Spectateurs : 1 570 Arbitrage : Younes Marrakchi | Stevenson Field, Providence, Rhode Island Spectateurs : 1 570 Arbitrage : Younes Marrakchi |

| 25 juin 2014 | Chicago Fire (MLS)                           | 4 - 2 a. p. | (MLS) Columbus Crew              |                                                                                 |                                                                                 |
| 19h30 UTC-6  | Ianni 34e · Anangonó 83e 108e · Amarikwa 92e | (0 - 1)     | 55e Arrieta · 70e Añor           | Toyota Park, Bridgeview, Illinois Spectateurs : 5 124 Arbitrage : Robert Sibiga | Toyota Park, Bridgeview, Illinois Spectateurs : 5 124 Arbitrage : Robert Sibiga |
| 19h30 UTC-6  | Pause 54e · Ward 116e                        | Rapport     | 77e Kevan George · 97e Parkhurst | Toyota Park, Bridgeview, Illinois Spectateurs : 5 124 Arbitrage : Robert Sibiga | Toyota Park, Bridgeview, Illinois Spectateurs : 5 124 Arbitrage : Robert Sibiga |

### Quarts de finale
| 8 juillet 2014 | Philadelphia Union (MLS)               | 2 - 0   | (MLS) New England Revolution                                  |                                                                               |                                                                               |
| 19h00 UTC-5    | Casey 9e · Le Toux 48e                 | (1 - 0) |                                                               | PPL Park, Chester, Pennsylvanie Spectateurs : 2 626 Arbitrage : Fotis Bazakos | PPL Park, Chester, Pennsylvanie Spectateurs : 2 626 Arbitrage : Fotis Bazakos |
| 19h00 UTC-5    | Okugo 57e · Williams 75e · Wheeler 76e | Rapport | 16e McCarthy · 47e, 90+4e Soares · 71e Gonçalves · 74e Nguyen | PPL Park, Chester, Pennsylvanie Spectateurs : 2 626 Arbitrage : Fotis Bazakos | PPL Park, Chester, Pennsylvanie Spectateurs : 2 626 Arbitrage : Fotis Bazakos |

| 9 juillet 2014 | Atlanta Silverbacks (NASL)             | 1 - 3   | (MLS) Chicago Fire                                      |                                                                                      |                                                                                      |
| 19h30 UTC-5    | McCaulay 54e                           | (0 - 0) | 50e Amarikwa · 82e (pen.) Larentowicz · 85e Alex        | Atlanta Silverbacks Park, Atlanta, Géorgie Spectateurs : 5 327 Arbitrage : Ted Unkel | Atlanta Silverbacks Park, Atlanta, Géorgie Spectateurs : 5 327 Arbitrage : Ted Unkel |
| 19h30 UTC-5    | Gonzalez 31e · Sousa 43e · Canovas 61e | Rapport | 31e Magee · 34e Matt Watson · 86e Soumaré · 90e Hurtado | Atlanta Silverbacks Park, Atlanta, Géorgie Spectateurs : 5 327 Arbitrage : Ted Unkel | Atlanta Silverbacks Park, Atlanta, Géorgie Spectateurs : 5 327 Arbitrage : Ted Unkel |

| 9 juillet 2014 | Carolina RailHawks (NASL)           | 2 - 5   | (MLS) FC Dallas                                          |                                                                                           |                                                                                           |
| 19h30 UTC-5    | Schilawski 9e · Martínez 37e (pen.) | (2 - 3) | 22e 90+3e Pérez · 34e Jacobson · 44e Castillo · 89e Díaz | WakeMed Soccer Park, Cary, Caroline du Nord Spectateurs : 4 169 Arbitrage : Mark Kadlecik | WakeMed Soccer Park, Cary, Caroline du Nord Spectateurs : 4 169 Arbitrage : Mark Kadlecik |
| 19h30 UTC-5    | Albadawi 15e · Low 61e              | Rapport | 76e Jacobson                                             | WakeMed Soccer Park, Cary, Caroline du Nord Spectateurs : 4 169 Arbitrage : Mark Kadlecik | WakeMed Soccer Park, Cary, Caroline du Nord Spectateurs : 4 169 Arbitrage : Mark Kadlecik |

| 9 juillet 2014 | Seattle Sounders FC (MLS)             | 3 - 1 a. p. | (MLS) Portland Timbers    |                                                                                            |                                                                                            |
| 19h30 UTC-7    | Alonso 69e · Cooper 110e · Pappa 115e | (0 - 0)     | 90+3e Nagbe               | Starfire Sports Complex, Tukwila, Washington Spectateurs : 4 233 Arbitrage : Allan Chapman | Starfire Sports Complex, Tukwila, Washington Spectateurs : 4 233 Arbitrage : Allan Chapman |
| 19h30 UTC-7    | Scott 23e · Pineda 67e · Alonso 94e   | Rapport     | 16e Fernández · 99e Chará | Starfire Sports Complex, Tukwila, Washington Spectateurs : 4 233 Arbitrage : Allan Chapman | Starfire Sports Complex, Tukwila, Washington Spectateurs : 4 233 Arbitrage : Allan Chapman |

### Demi-finales
| 12 août 2014 | FC Dallas                                | 1 - 1 3 - 4 t. a. b. | Philadelphia Union                  |                                                                           |                                                                           |
| 20h00 UTC-6  | Castillo 81e                             | (1 - 1)              | 47e Okugo                           | Toyota Stadium, Frisco, Texas Spectateurs : 4 326 Arbitrage : Mark Geiger | Toyota Stadium, Frisco, Texas Spectateurs : 4 326 Arbitrage : Mark Geiger |
| 20h00 UTC-6  |                                          | Rapport              | 75e White · 102e Lahoud ·           | Toyota Stadium, Frisco, Texas Spectateurs : 4 326 Arbitrage : Mark Geiger | Toyota Stadium, Frisco, Texas Spectateurs : 4 326 Arbitrage : Mark Geiger |
| 20h00 UTC-6  | Michel · Akindele · Pérez · Loyd · Ulloa | Tirs au but 3 - 4    | Williams · Nogueira · Maidana · Edu | Toyota Stadium, Frisco, Texas Spectateurs : 4 326 Arbitrage : Mark Geiger | Toyota Stadium, Frisco, Texas Spectateurs : 4 326 Arbitrage : Mark Geiger |

| 13 août 2014 | Seattle Sounders FC                                      | 6 - 0   | Chicago Fire                                       |                                                                                           |                                                                                           |
| 19h30 UTC-8  | Barrett 6e · Rose 33e 58e · Martins 79e · Cooper 83e 84e | (2 - 0) |                                                    | Starfire Sports Complex, Tukwila, Washington Spectateurs : 4 361 Arbitrage : Jair Marrufo | Starfire Sports Complex, Tukwila, Washington Spectateurs : 4 361 Arbitrage : Jair Marrufo |
| 19h30 UTC-8  | Neagle 73e                                               | Rapport | 17e Cociș · 55e Palmer · 70e Soumare · 82e Segares | Starfire Sports Complex, Tukwila, Washington Spectateurs : 4 361 Arbitrage : Jair Marrufo | Starfire Sports Complex, Tukwila, Washington Spectateurs : 4 361 Arbitrage : Jair Marrufo |

### Finale
| 16 septembre 2014 | Philadelphia Union  | 1 - 3 a. p. | Seattle Sounders FC                                    | PPL Park, Chester, Pennsylvanie                     |                                                     |
| 19h30 UTC-8       | Edu 38e · Casey 57e | (1 - 0)     | 25e Alonso · 47e Barrett · 101e Dempsey · 114e Martins | Spectateurs : 15 256 Arbitrage : Armando Villarreal | Spectateurs : 15 256 Arbitrage : Armando Villarreal |
| 19h30 UTC-8       | Rapport             |             |                                                        | Spectateurs : 15 256 Arbitrage : Armando Villarreal | Spectateurs : 15 256 Arbitrage : Armando Villarreal |

| Vainqueur de l'US Open Cup 2014 Seattle Sounders FC 4e titre |

### Tableau final
- En demi-finales et en finale, un tirage au sort est effectué pour savoir qui reçoit.

|  | Huitièmes de finale                                     | Huitièmes de finale                               |                     |       | Quarts de finale                          | Quarts de finale                          |  |  | Demi-finales                         | Demi-finales                         |  |  | Finale                               | Finale                               |
|  | Huitièmes de finale                                     | Huitièmes de finale                               |                     |       | Quarts de finale                          | Quarts de finale                          |  |  | Demi-finales                         | Demi-finales                         |  |  | Finale                               | Finale                               |
|  |                                                         |                                                   |                     |       |                                           |                                           |  |  |                                      |                                      |  |  |                                      |                                      |
|  | 24 juin 2014, WakeMed Soccer Park, Cary                 | 24 juin 2014, WakeMed Soccer Park, Cary           |                     |       | 9 juillet 2014, WakeMed Soccer Park, Cary | 9 juillet 2014, WakeMed Soccer Park, Cary |  |  | 12 août 2014, Toyota Stadium, Frisco | 12 août 2014, Toyota Stadium, Frisco |  |  | 16 septembre 2014, PPL Park, Chester | 16 septembre 2014, PPL Park, Chester |
|  | 24 juin 2014, WakeMed Soccer Park, Cary                 | 24 juin 2014, WakeMed Soccer Park, Cary           |                     |       | 9 juillet 2014, WakeMed Soccer Park, Cary | 9 juillet 2014, WakeMed Soccer Park, Cary |  |  | 12 août 2014, Toyota Stadium, Frisco | 12 août 2014, Toyota Stadium, Frisco |  |  | 16 septembre 2014, PPL Park, Chester | 16 septembre 2014, PPL Park, Chester |
|  | Carolina RailHawks                                      | 1 ap                                              |                     |       | 9 juillet 2014, WakeMed Soccer Park, Cary | 9 juillet 2014, WakeMed Soccer Park, Cary |  |  | 12 août 2014, Toyota Stadium, Frisco | 12 août 2014, Toyota Stadium, Frisco |  |  | 16 septembre 2014, PPL Park, Chester | 16 septembre 2014, PPL Park, Chester |
|  | Carolina RailHawks                                      | 1 ap                                              |                     |       | 9 juillet 2014, WakeMed Soccer Park, Cary | 9 juillet 2014, WakeMed Soccer Park, Cary |  |  | 12 août 2014, Toyota Stadium, Frisco | 12 août 2014, Toyota Stadium, Frisco |  |  | 16 septembre 2014, PPL Park, Chester | 16 septembre 2014, PPL Park, Chester |
|  | Los Angeles Galaxy                                      | 0                                                 |                     |       | 9 juillet 2014, WakeMed Soccer Park, Cary | 9 juillet 2014, WakeMed Soccer Park, Cary |  |  | 12 août 2014, Toyota Stadium, Frisco | 12 août 2014, Toyota Stadium, Frisco |  |  | 16 septembre 2014, PPL Park, Chester | 16 septembre 2014, PPL Park, Chester |
|  | Los Angeles Galaxy                                      | 0                                                 | Carolina RailHawks  | 2     |                                           |                                           |  |  | 12 août 2014, Toyota Stadium, Frisco | 12 août 2014, Toyota Stadium, Frisco |  |  | 16 septembre 2014, PPL Park, Chester | 16 septembre 2014, PPL Park, Chester |
|  | 24 juin 2014, BBVA Compass Stadium, Houston             |                                                   | Carolina RailHawks  | 2     |                                           |                                           |  |  | 12 août 2014, Toyota Stadium, Frisco | 12 août 2014, Toyota Stadium, Frisco |  |  | 16 septembre 2014, PPL Park, Chester | 16 septembre 2014, PPL Park, Chester |
|  |                                                         | FC Dallas                                         | 5                   |       |                                           |                                           |  |  | 12 août 2014, Toyota Stadium, Frisco | 12 août 2014, Toyota Stadium, Frisco |  |  | 16 septembre 2014, PPL Park, Chester | 16 septembre 2014, PPL Park, Chester |
|  | Houston Dynamo                                          | FC Dallas                                         | 5                   | 20    |                                           |                                           |  |  | 12 août 2014, Toyota Stadium, Frisco | 12 août 2014, Toyota Stadium, Frisco |  |  | 16 septembre 2014, PPL Park, Chester | 16 septembre 2014, PPL Park, Chester |
|  | Houston Dynamo                                          | 8 juillet 2014, PPL Park, Chester                 |                     | 20    |                                           |                                           |  |  | 12 août 2014, Toyota Stadium, Frisco | 12 août 2014, Toyota Stadium, Frisco |  |  | 16 septembre 2014, PPL Park, Chester | 16 septembre 2014, PPL Park, Chester |
|  | FC Dallas                                               | 3 ap                                              |                     |       |                                           |                                           |  |  | 12 août 2014, Toyota Stadium, Frisco | 12 août 2014, Toyota Stadium, Frisco |  |  | 16 septembre 2014, PPL Park, Chester | 16 septembre 2014, PPL Park, Chester |
|  | FC Dallas                                               | 3 ap                                              | FC Dallas           | 1 (3) |                                           |                                           |  |  |                                      |                                      |  |  | 16 septembre 2014, PPL Park, Chester | 16 septembre 2014, PPL Park, Chester |
|  | 24 juin 2014, PPL Park, Chester                         |                                                   | FC Dallas           | 1 (3) |                                           |                                           |  |  |                                      |                                      |  |  | 16 septembre 2014, PPL Park, Chester | 16 septembre 2014, PPL Park, Chester |
|  |                                                         | Philadelphia Union t. a. b.                       | 1 (4)               |       |                                           |                                           |  |  |                                      |                                      |  |  | 16 septembre 2014, PPL Park, Chester | 16 septembre 2014, PPL Park, Chester |
|  | Philadelphia Union                                      | Philadelphia Union t. a. b.                       | 1 (4)               | 2 ap  |                                           |                                           |  |  |                                      |                                      |  |  | 16 septembre 2014, PPL Park, Chester | 16 septembre 2014, PPL Park, Chester |
|  | Philadelphia Union                                      | 13 août 2014, Starfire Sports Complex, Tukwila    |                     | 2 ap  |                                           |                                           |  |  |                                      |                                      |  |  | 16 septembre 2014, PPL Park, Chester | 16 septembre 2014, PPL Park, Chester |
|  | New York Cosmos                                         | 10                                                |                     |       |                                           |                                           |  |  |                                      |                                      |  |  | 16 septembre 2014, PPL Park, Chester | 16 septembre 2014, PPL Park, Chester |
|  | New York Cosmos                                         | 10                                                | Philadelphia Union  | 2     |                                           |                                           |  |  |                                      |                                      |  |  | 16 septembre 2014, PPL Park, Chester | 16 septembre 2014, PPL Park, Chester |
|  | 25 juin 2014, Stevenson Field, Providence               |                                                   | Philadelphia Union  | 2     |                                           |                                           |  |  |                                      |                                      |  |  | 16 septembre 2014, PPL Park, Chester | 16 septembre 2014, PPL Park, Chester |
|  |                                                         | New England Revolution                            | 0                   |       |                                           |                                           |  |  |                                      |                                      |  |  | 16 septembre 2014, PPL Park, Chester | 16 septembre 2014, PPL Park, Chester |
|  | New England Revolution                                  | New England Revolution                            | 0                   | 2 ap  |                                           |                                           |  |  |                                      |                                      |  |  | 16 septembre 2014, PPL Park, Chester | 16 septembre 2014, PPL Park, Chester |
|  | New England Revolution                                  | 9 juillet 2014, Starfire Sports Complex, Tukwila  |                     | 2 ap  |                                           |                                           |  |  |                                      |                                      |  |  | 16 septembre 2014, PPL Park, Chester | 16 septembre 2014, PPL Park, Chester |
|  | Rochester Rhinos                                        | 10                                                |                     |       |                                           |                                           |  |  |                                      |                                      |  |  | 16 septembre 2014, PPL Park, Chester | 16 septembre 2014, PPL Park, Chester |
|  | Rochester Rhinos                                        | 10                                                | Philadelphia Union  | 10    |                                           |                                           |  |  |                                      |                                      |  |  |                                      |                                      |
|  | 24 juin 2014, Starfire Sports Complex, Tukwila          |                                                   | Philadelphia Union  | 10    |                                           |                                           |  |  |                                      |                                      |  |  |                                      |                                      |
|  |                                                         | Seattle Sounders FC                               | 3 ap                |       |                                           |                                           |  |  |                                      |                                      |  |  |                                      |                                      |
|  | Seattle Sounders FC t. a. b.                            | Seattle Sounders FC                               | 3 ap                | 1 (4) |                                           |                                           |  |  |                                      |                                      |  |  |                                      |                                      |
|  | Seattle Sounders FC t. a. b.                            |                                                   |                     | 1 (4) |                                           |                                           |  |  |                                      |                                      |  |  |                                      |                                      |
|  | San Jose Earthquakes                                    | 1 (1)                                             |                     |       |                                           |                                           |  |  |                                      |                                      |  |  |                                      |                                      |
|  | San Jose Earthquakes                                    | 1 (1)                                             | Seattle Sounders FC | 3 ap  |                                           |                                           |  |  |                                      |                                      |  |  |                                      |                                      |
|  | 24 juin 2014, Sporting Park, Kansas City                |                                                   | Seattle Sounders FC | 3 ap  |                                           |                                           |  |  |                                      |                                      |  |  |                                      |                                      |
|  |                                                         | Portland Timbers                                  | 10                  |       |                                           |                                           |  |  |                                      |                                      |  |  |                                      |                                      |
|  | Sporting Kansas City                                    | Portland Timbers                                  | 10                  | 1     |                                           |                                           |  |  |                                      |                                      |  |  |                                      |                                      |
|  | Sporting Kansas City                                    | 9 juillet 2014, Atlanta Silverbacks Park, Atlanta |                     | 1     |                                           |                                           |  |  |                                      |                                      |  |  |                                      |                                      |
|  | Portland Timbers                                        | 3                                                 |                     |       |                                           |                                           |  |  |                                      |                                      |  |  |                                      |                                      |
|  | Portland Timbers                                        | 3                                                 | Seattle Sounders FC | 6     |                                           |                                           |  |  |                                      |                                      |  |  |                                      |                                      |
|  | 24 juin 2014, Dick's Sporting Goods Park, Commerce City |                                                   | Seattle Sounders FC | 6     |                                           |                                           |  |  |                                      |                                      |  |  |                                      |                                      |
|  |                                                         | Chicago Fire                                      | 0                   |       |                                           |                                           |  |  |                                      |                                      |  |  |                                      |                                      |
|  | Colorado Rapids                                         | Chicago Fire                                      | 0                   | 1     |                                           |                                           |  |  |                                      |                                      |  |  |                                      |                                      |
|  | Colorado Rapids                                         |                                                   |                     | 1     |                                           |                                           |  |  |                                      |                                      |  |  |                                      |                                      |
|  | Atlanta Silverbacks                                     | 2                                                 |                     |       |                                           |                                           |  |  |                                      |                                      |  |  |                                      |                                      |
|  | Atlanta Silverbacks                                     | 2                                                 | Atlanta Silverbacks | 1     |                                           |                                           |  |  |                                      |                                      |  |  |                                      |                                      |
|  | 25 juin 2014, Bridgeview, Chicago                       |                                                   | Atlanta Silverbacks | 1     |                                           |                                           |  |  |                                      |                                      |  |  |                                      |                                      |
|  |                                                         | Chicago Fire                                      | 3                   |       |                                           |                                           |  |  |                                      |                                      |  |  |                                      |                                      |
|  | Chicago Fire                                            | Chicago Fire                                      | 3                   | 4 ap  |                                           |                                           |  |  |                                      |                                      |  |  |                                      |                                      |
|  | Chicago Fire                                            |                                                   |                     | 4 ap  |                                           |                                           |  |  |                                      |                                      |  |  |                                      |                                      |
|  | Columbus Crew                                           | 20                                                |                     |       |                                           |                                           |  |  |                                      |                                      |  |  |                                      |                                      |
|  | Columbus Crew                                           | 20                                                |                     |       |                                           |                                           |  |  |                                      |                                      |  |  |                                      |                                      |

## Synthèse

### Nombre d'équipes par division et par tour
| Divisions / Manches        | Premier tour  | Deuxième tour | Troisième tour | Quatrième tour | Huitièmes de finale | Quarts de finale | Demi- finales | Finale |
| -------------------------- | ------------- | ------------- | -------------- | -------------- | ------------------- | ---------------- | ------------- | ------ |
| MLS (D1) 16 équipes        | non présentes | non présentes | non présentes  | 16             | 12                  | 6                | 4             | 2      |
| NASL (D2) 8 équipes        | non présentes | non présentes | 8              | 6              | 3                   | 2                | Aucune        | Aucune |
| USL Pro (D3) 14 équipes    | non présentes | 14            | 12             | 7              | 1                   | Aucune           | Aucune        | Aucune |
| PDL (D4) 19 équipes        | 5 présentes   | 16            | 6              | 2              | Aucune              | Aucune           | Aucune        | Aucune |
| NPSL (D4) 11 équipes       | 5 présentes   | 9             | 2              | Aucune         | Aucune              | Aucune           | Aucune        | Aucune |
| USASA (D5 à D9) 10 équipes | 4 présentes   | 9             | 4              | 1              | Aucune              | Aucune           | Aucune        | Aucune |
| USCS 1 équipe              | 1             | Aucune        | Aucune         | Aucune         | Aucune              | Aucune           | Aucune        | Aucune |
| USSSA 1 équipe             | 1             | Aucune        | Aucune         | Aucune         | Aucune              | Aucune           | Aucune        | Aucune |
| Total                      | 16            | 48            | 32             | 32             | 16                  | 8                | 4             | 2      |

### Le parcours des équipes de Major League Soccer
- Les équipes de Major League Soccer font leur entrée dans la compétition lors des seizièmes de finale.

| Équipes de la Conférence Ouest | Édition précédente | Édition 2014                                                   |
| ------------------------------ | ------------------ | -------------------------------------------------------------- |
| Chivas USA                     | 1/8 de finale      | 1/16 de finale c. Carolina RailHawks (NASL) [1-1 (1-3 t.a.b.)] |
| Colorado Rapids                | 1/16 de finale     | 1/8 de finale c. Atlanta Silverbacks (NASL) [1-2]              |
| FC Dallas                      | 1/4 de finale      | Demi-finale c. Philadelphia Union (MLS) [1-1 (3-4 t.a.b.)]     |
| Los Angeles Galaxy             | 1/16 de finale     | 1/8 de finale c. Carolina RailHawks (NASL) [1-0 a.p.]          |
| Portland Timbers               | Demi-finale        | 1/4 de finale c. Seattle Sounders FC (MLS) [3-1 a.p.]          |
| Real Salt Lake                 | Finaliste          | 1/16 de finale c. Atlanta Silverbacks (NASL) [2-1]             |
| San José Earthquakes           | 1/16 de finale     | 1/8 de finale c. Seattle Sounders FC (MLS) [1-1 (4-1 t.a.b.)]  |
| Seattle Sounders               | 1/16 de finale     | Vainqueur                                                      |

| Équipes de la Conférence Est | Édition précédente | Édition 2014                                       |
| ---------------------------- | ------------------ | -------------------------------------------------- |
| Chicago Fire                 | Demi-finale        | Demi-finale c. Seattle Sounders FC (MLS) [6-0]     |
| Columbus Crew                | 1/8 de finale      | 1/8 de finale c. Chicago Fire (MLS) [4-2 a.p.]     |
| DC United                    | Vainqueur          | 1/16 de finale c. Rochester Rhinos (USL Pro) [1-0] |
| Houston Dynamo               | 1/8 de finale      | 1/8 de finale c. FC Dallas (MLS) [2-3 a.p.]        |
| Sporting Kansas City         | 1/8 de finale      | 1/8 de finale c. Portland Timbers (MLS) [1-3]      |
| New England Revolution       | 1/4 de finale      | 1/4 de finale c. Philadelphia Union (MLS) [2-0]    |
| New York Red Bulls           | 1/8 de finale      | 1/16 de finale c. New York Cosmos (NASL) [3-0]     |
| Philadelphia Union           | 1/8 de finale      | Finaliste                                          |

## Meilleurs buteurs
| Rang | Joueur            | Équipe                | Buts |
| ---- | ----------------- | --------------------- | ---- |
| 1    | Kenny Cooper      | Seattle Sounders FC   | 6    |
| 2    | Blake Smith       | Indy Eleven           | 4    |
| 2    | Gastón Fernández  | Portland Timbers      | 4    |
| 2    | Fabián Castillo   | FC Dallas             | 4    |
| 5    | Junior Burgos     | Atlanta Silverbacks   | 3    |
| 5    | Jaime Chavez      | Atlanta Silverbacks   | 3    |
| 5    | Heviel Cordovés   | Charleston Battery    | 3    |
| 5    | Deshorn Brown     | Colorado Rapids       | 3    |
| 5    | Blas Pérez        | FC Dallas             | 3    |
| 5    | Alberto Rodriguez | NTX Rayados           | 3    |
| 5    | Sébastien Le Toux | Philadelphia Union    | 3    |
| 5    | George Davis      | Richmond Kickers      | 3    |
| 5    | Tishan Hanley     | Richmond Kickers      | 3    |
| 5    | Colin Rolfe       | Rochester Rhinos      | 3    |
| 5    | Will Daniels      | Western Mass Pioneers | 3    |
| 16   | 34 joueurs        | 24 équipes            | 2    |